# Into the West
Az „Into the West” (IPA: [ˈɪntə ðə west]) egy dal, melyet Fran Walsh, Howard Shore és az egykori Eurythmics-tag, Annie Lennox írt, és maga Lennox adott elő A Gyűrűk Ura: A király visszatér című film végefőcíme alatt. Később az új-zélandi Will Martin és Yulia Townsend énekesek is feldolgozták.
A cím jelentése Nyugatra vagy A Nyugatba. A dalt egy keserédes tündesiratóként gondolták ki, azoknak, akik áthajóztak a Nagy Tengeren. Számos kifejezést A király visszatér utolsó fejezetéből vettek át.
A film bővített extra DVD-s változatának kommentár- és dokumentumanyagában Peter Jackson rendező kifejtette, hogy a dalt részben Cameron Duncan, egy fiatal, új-zélandi filmkészítő korai, rákban való halála inspirálta, akinek munkája nagy hatással volt Jacksonra és csapatára. A dal első nyilvános előadása Duncan temetése volt.
A dal megnyerte a legjobb eredeti dalért járó Golden Globe- és Oscar-díjat.

## Lásd még
- A Gyűrűk Ura filmtrilógia zenéje